# 甘肃矮探春
甘肃矮探春（学名：Jasminum humile f. kansuense）为木犀科素馨属矮探春下的一个变型。

## 扩展阅读
- 維基物種上的相關：甘肃矮探春